# Álomlista
Az Álomlista (eredeti cím: The Life List) 2025-ben bemutatott amerikai romantikus filmdráma, amelyet Adam Brooks írt és rendezett. A történet alapjául Lori Nelson Spielman azonos című regénye szolgált. A főbb szerepekben Sofia Carson, Kyle Allen és Connie Britton látható.
A film 2025. március 28-án jelent meg a Netflixen.

## Cselekmény
Elizabeth halála után lánya, Alex egy videót tartalmazó DVD-t kap a hagyatékából az ügyvédjétől, Bradtől. Ezen felidézi az anyjának a gyermekkori álmok listáját, amelyet Alex 13 éves korában írt. A listán szereplő minden egyes feladat teljesítése után újabb DVD-t kap Brad-től.
A kihívások között szerepel, hogy részt vegyen egy humorista klub estjén és tanítson egy női menedékhelyen. Két testvérétől, Lucastól és Juliantól kap támogatást. Eközben családi titkokat fedez fel, váratlan románcra lel, és egyre jobban megismerkedik önmagával.

## Szereplők
| Szerep    | Színész            | Magyar hang        |
| --------- | ------------------ | ------------------ |
| Alex      | Sofia Carson       | Bogdányi Titanilla |
| Brad      | Kyle Allen         | Rada Bálint        |
| Garrett   | Sebastian de Souza | Czető Roland       |
| Elizabeth | Connie Britton     | Spilák Klára       |
| Samuel    | José Zúñiga        | Galbenisz Tomasz   |
| Johnny    | Jordi Mollà        | Csankó Zoltán      |
| Zoe       | Marianne Rendón    | Dobó Enikő         |
| Megan     | Chelsea Frei       | Kis-Kovács Luca    |
| Jackson   | Ben Warheit        | Renácz Zoltán      |

### Magyar változat
- Magyar szöveg: Fehérvári Laura
- Hangmérnök: Schmidt Zoltán
- Gyártásvezető: Masoll Ildikó
- Szinkronrendező: Kemendi Balázs
- Produkciós vezető: Fekete Márk

A szinkront a Direct Dub Studios készítette el.

## A film készítése
A filmet Adam Brooks rendezte, aki Lori Nelson Spielman azonos című regényét dolgozta fel. A filmet a 3dot Productions és a Netflix producere, Liza Chasin készítette.
2024 márciusában bejelentették, hogy Sofia Carson, Kyle Allen, Sebastian de Souza és Connie Britton csatlakozott a szereplőgárdához. José Zúñiga, Jordi Mollà, Marianne Rendón és Chelsea Frei ugyanezen év áprilisában csatlakozott.
A forgatásra a New York állambeli Nyackban került sor.